# Петровка (Ленинградская область)
Петровка (до 1948 года Портинхойка, Пиртти, фин. Portinhoikka, Pirtti) — упразднённый посёлок на территории Каменногорского городского поселения Выборгского района Ленинградской области.

## История
До 1939 года деревня Портинхойка (Пиртти) входила в состав Выборгского сельского округа Выборгской губернии Финляндской республики.
С 1 января 1940 года — в составе Карело-Финской ССР.
- Деревня Портинхойка (Пиртти) на советской карте 1940 года[2]

- Деревня Пиртти (Портинхойка) на советской карте 1940 года[3]

С 1 июля 1941 года по 31 мая 1944 года финская оккупация.
В конце июня 1944 года на заключительном этапе Выборгско-Петрозаводской операции советских войск, в районе деревни Портинхойка шли ожесточённые танковые бои в рамках сражения при Тали — Ихантала.
С 1 ноября 1944 года — в составе Пиртинского сельсовета Выборгского района.
С 1 октября 1948 года — в составе Комсомольского сельсовета.
С 1 января 1949 года учитывается административными данными как посёлок Петровка.
Согласно административным данным 1966 и 1973 годов посёлок Петровка входил в состав Комсомольского сельсовета.
В 1960-е годы в братской могиле на территории посёлка были перезахоронены останки советских воинов, погибших в боях с немецко-финскими оккупантами на территории Выборгского района из деревнь: Тали, Костмола, Люкюля, Хуханиеми, Ихантала, Тамисуо, Канаксен, Маникала, Сарранмяки, Кантюмя, Рикола-Вуари, Лейтимо, Карисалми, Хенеоки, Пуккоро, Пурик, Портин-Хойка, Уурас, Пуртти, Перово, Кастеала, Покмен, Тамяля и других.
Согласно административным данным 1990 года посёлок Петровка в составе Выборгского района не значился.
В настоящее время — урочище Петровка.

## География
Посёлок располагался в северо-западной части района на перекрёстке автодорог А181 (часть E 18) «Скандинавия» (Санкт-Петербург — Выборг — граница с Финляндией) и 41К-419 (Пальцево — Гвардейское).
Расстояние до железнодорожной станции Выборг — 10 км.

## Достопримечательности
Мемориал «Петровка» — братская могила советских воинов, погибших в боях на Карельском перешейке во время Советско-финляндской войны 1939—1940 годов и в годы Великой Отечественной войны.